# Gehackte Leber

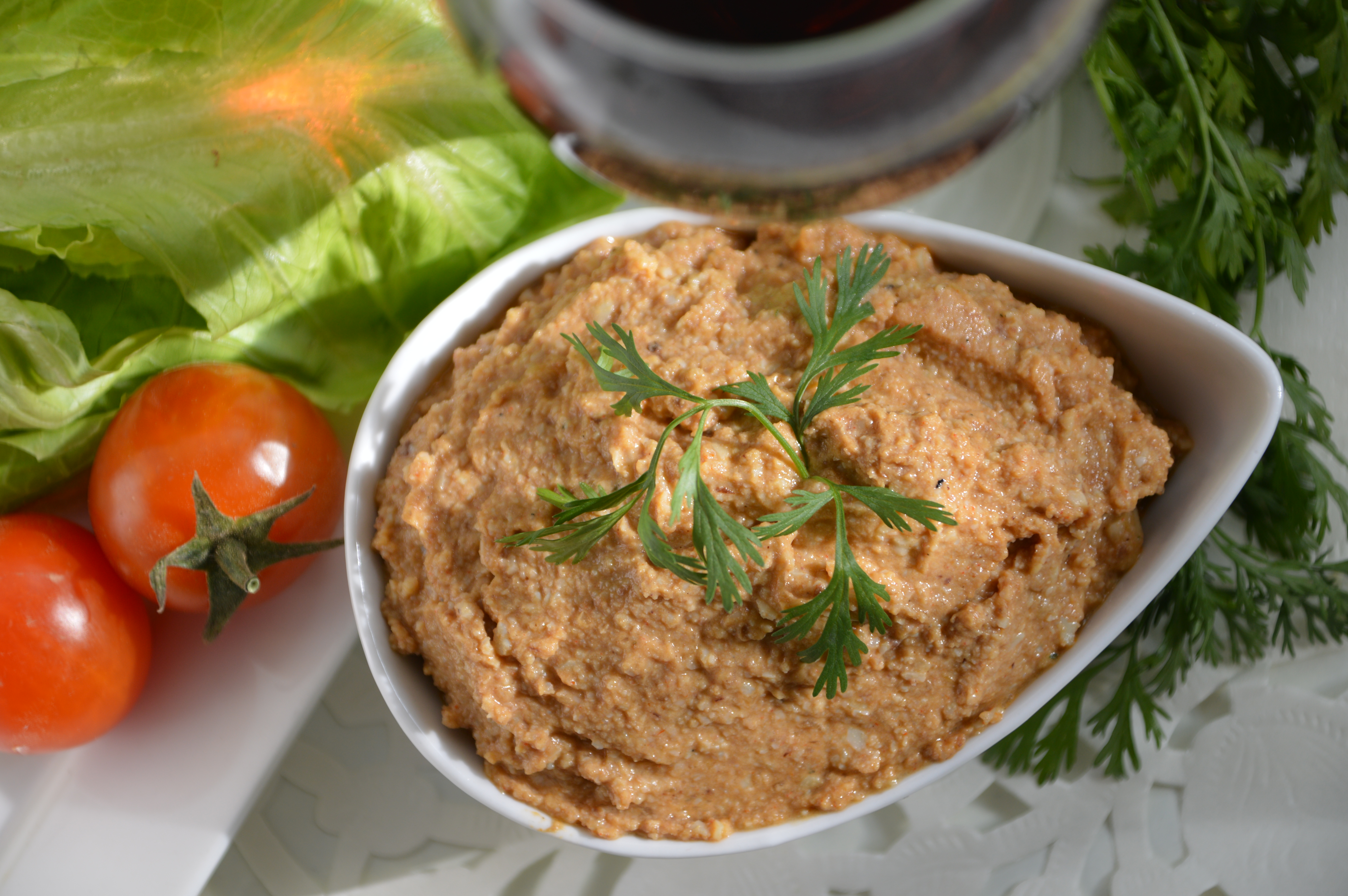
Gehackte Leber

Gehackte Leber (hebräisch כבד קצוץ, jiddisch געהאַקטע לעבער) ist ein bei aschkenasischen Juden beliebtes kaltes Gericht, das besonders am Schabbat und an Feiertagen als Vorspeise gegessen wird. In den Vereinigten Staaten ist gehackte Leber als Chopped Liver allgemein bekannt und wird in den meisten Delis angeboten. Das Gericht wird auch nach seinen Hauptbestandteilen als Eierzwiebeln (jiddisch אייער צוויבלן) bezeichnet und kann ohne Leber zubereitet werden.

## Zubereitung und Varianten
Gehackte Leber wird aus gebratener oder gedünsteter Leber (meist Hühnerleber, aber jede andere Leber von koscherem Geflügel und Fleisch kann ebenso verwendet werden), harten Eiern, rohen oder gedünsteten Zwiebeln und Fett zubereitet. Die Zutaten werden klein gehackt, gut vermischt, mit Salz und Pfeffer gewürzt und kaltgestellt. Gehackte Leber wird traditionellerweise auf Brot oder Matze mit Gewürzgurken oder Rettich gegessen. Wird die Vorspeise ohne Leber zubereitet, werden meist rohe Zwiebeln verwendet. Die Leber kann auch durch weichgeröstete zerhackte Auberginen ersetzt werden.